# Heufleria
Heufleria — рід грибів. Назва вперше опублікована 1869 року.